# Ананьево
Ана́ньево (кирг. Ананьев; с 1871 по 1942 год — Сазановка) — село, административный центр Ананьевского аильного округа Иссык-Кульского района Иссык-Кульской области Кыргызстана.

## География
Село расположено на северном берегу озера Иссык-Куль, вблизи южных склонов Кунгей-Алатоо, одного из хребтов Северного Тянь-Шаня; через селение протекает речка Чет-Байсоорун, впадающая в Иссык-Куль.
Расстояние по автотрассе: до областного центра Иссык-Кульской области города Каракола — 90 км, до столицы Кыргызстана Бишкека — 311 км, до южной столицы Казахстана Алма-Аты — 500 км по Западной дороге (через Балыкчи, Кордай, Кенен, Узынагаш); 420 км по Восточной дороге (через Каркара, Кеген, Шелек).

## Этимология
Изначально Своему названию село Сазановка, по одной из версий, обязано рыбе сазан — которой «изобилуют здешние воды». Согласно воспоминаниям старожилов:«ловили рыбу вилами и всем чем ни попадя». По другой версии — от киргизского слова саз со значением «болото, болотная топь», то есть от сазов — заболоченных прибрежных участков Иссык-Куля.
В 1942 году село получило название Ананьево по фамилии участника второй Второй мировой войны и уроженца села — Николая Яковлевича Ананьева.

## Население
По данным переписи 2022 года, численность населённого пункта Ананьево составляла 9 388 человек, представители коренного населения — киргизы, составляют наибольшую в процентном отношении численность жителей. В селе живут также русские, казахи, узбеки, татары, украинцы, уйгуры, немцы и др.

## История
Село Сазановка основано русскими крестьянами-земледельцами — переселенцами, прибывшими в Семиреченскую область из центральных губерний Российской империи. Одно из первых русских сёл в Прииссыккулье, возникших на почтовом тракте Пишпек — Каракол, вблизи берега озера Иссык-Куль. Достоверная дата основания села пока неизвестна, по одной из версий, не подтверждённой пока документально — это 1864 год, по другой — 1868 год. Официальной же датой основания села считается 1871 год, когда, согласно документам, здесь поселились первые семь русских крестьянских семей, прибывших из Воронежской губернии.
Примерно через три года после основания селения — в 1873—1874 годы, первопоселенцы заложили и построили каменный православный храм во имя святителя Николая Чудотворца. Первый храм был сожжён в августе 1916 года во время произошедшего в Пржевальском уезде и в Семиречье восстания 1916 года. Действующий в селе храм в наши дни — это уже третий Никольский храм, построенный относительно недавно, вместо прежнего обветшавшего здания. 
Русский путешественник, посетивший эти края в 1911 году, описывая село, сообщает: «Большое — 3800 душ обоего пола русское селение Сазановское (Сазановка) получило своё название, вероятно, от болотистых пространств (сазов), прилегающих к озеру Иссык-Куль. Несмотря на смешанное население: малороссы, сибиряки, великороссы, чуваши и прочие, Сазановка процветает: широкие обсаженные зеленью улицы, прекрасные дома, красивая церковь, обилие скота и домашней птицы — всё это наглядно говорит о благосостоянии села; значительным подспорьем в хозяйстве служит рыболовство в озере (сазан, чебак), которое против Сазановки достигает наибольшей ширины».
В 1942 году переименовано в честь уроженца села — Николая Яковлевича Ананьева (1912—1941), советского солдата погибшего при обороне Москвы в период Второй мировой войны.

## Даты, события
- 1887 — Одним из самых памятных региональных землетрясений было Верненское землетрясение: 28 мая 1887 года, в 4 часа 35 минут по местному времени вблизи города Верного (ныне Алма-Ата) с магнитудой 7,3 по шкале Рихтера. В результате вблизи эпицентра погибло 322 человека, было разрушено 1799 каменных (кирпичных) домостроений и 839 деревянных одно-, двух- и более этажных зданий глиняной обработки в центральной части. Весьма ощутимо оно было также и в Прииссыккулье: в Караколе, Сазановке и др. селениях.[8]
- 1889 — Через два года ещё более сильное Чиликское землетрясение: 12 июля 1889 года, в 03 часа 14 минут, с интенсивностью в эпицентре 10 баллов (магнитуда 8.3). Наиболее сильно оно проявилось в населённых пунктах Уйтал, Сазановка (Ананьево), Преображенское (Тюп), Каркара и др., где сила сотрясения достигала 9 баллов. Было разрушено более 3000 построек, в частности с. Сазановка было полностью разрушено. В эпицентре — между селениями Уйтал и Сазановка, появились многочисленные трещины, некоторые из них при длине до 1 км имели ширину 4-5 м…[9]
- 1911 — Через 22 года, сазановцы испытали ещё один впечатляющий природный катаклизм, катастрофическое Кеминское землетрясение: 4 января 1911 года, в 4 часа 25 минут, с интенсивностью в эпицентре 10-11 баллов (магнитуда 8.2). Зафиксировано, что с наибольшей силой Кеминское землетрясение ощущалось в долине Большого Кемина: в населённых пунктах Сазановка (Ананьево), Уйтал, Джиль-Арык, и г. Верном (Алма-Ата). Эпицентральная область землетрясения, представляет собой узкую полосу, вытянутую вдоль долины Большого Кемина и верховий р. Чилик до берегов Иссык-Куля.[10]

## Уроженцы
- Ананьев, Николай Яковлевич (1912—1941) — красноармеец, рядовой стрелок 4 роты 2 батальона 1075 стрелкового полка 316 стрелковой дивизии РККА: Герой Советского Союза (1942).[11]
- Глотов, Николай Тимофеевич (род. 1924 — ум. после 1990) — красноармеец, гвардии старшина 3-й гвардии танковой бригады РККА: кавалер ордена Славы трёх степеней (1944, 1945) и ордена Красной Звезды (1945).[12][13][14]